# ال پوزن
اَل پوزن (انگلیسی: Al Posen؛ ‏ ۲ اکتبر ۱۸۹۴ – ۱۰ ژوئن ۱۹۶۰) کارتونیست اهل ایالات متحده آمریکا بود. وی تا آخر عمر مجرد ماند و برای تفریح، در لیک پلاسید، نیویورک اسکی می‌کرد و همچنین در مزرعه‌ای در وایومینگ تعطیلات خود را می‌گذراند.
از فیلم‌هایی که وی در آن‌ها نقش داشته است، می‌توان به خطر طنز اشاره نمود.